# 山西省全民健身中心
山西省全民健身中心旧稱山西省体育场、山西省体育中心，位于中华人民共和国山西省太原市王村南街11号，始建于1989年，於1994年竣工，投资額為1.2亿元人民币。体育场設有座席3万个。於2010年年底，更改名稱为山西省全民健身中心。

## 历史
山西省体育场始建于1989年，1994年竣工，山西建筑总公司承建。体育场设3万个座席，投资1.2亿元人民币，建成后获评1996年度中国建筑工程鲁班奖（国家优质工程）。体育场立面为马鞍形。东西看台上有遮雨棚，遮雨棚的延伸长度为27.5米，创下了当时的全国纪录。
体育场建成后，曾经作为1994年中国足球甲A联赛八一足球队的主场、2006年中国足球甲级联赛山西路虎队的主场。据说当时八一队的主教练贾秀全第一次走进山西省体育场时，称赞体育场不只是全国一流，还是亚洲一流。 体育场还承办过中国女子足球联赛、1991年第八届山西省运动会的开幕式等。还曾举办过一些文艺演出。但是总体来说，山西省体育场承办的体育赛事并不多。2001年，专家评定山西省体育场由于跑道和草皮老化，已经不适合承办全国田径比赛和高水平的足球赛。后来体育场的挑顶也被鉴定出安全隐患，山西省体育场连文艺演出、群众集会也无法举办。 甚至由于场地问题，运动员在山西省体育场取得的成绩无法得到国家体委的认可。山西省体育场属于差额事业单位，财政只负责40%的拨款，体育场需要自行创收来负担余下60%的费用，不得以靠租房度日。2004年时，山西省体育场内的房屋有一半已经外租，大多经营与体育无关的项目（如饭店等）。体育场中央的足球场地，在2010年还短期出租给一家商户卖烧烤。截至2010年底，缺乏维修资金的山西省体育场，场地的草皮已经20年没有更换。
2010年，新的山西省体育中心即将建成，山西省决定将山西省体育场的职能转为全民健身场所。2010年12月28日，旧的山西省体育场、山西省体育中心正式改名为山西省全民健身中心。 2011年3月6日起，山西省全民健身中心体育场每日早6：30至8：30免费向大众开放，足球场、篮球场、网球场则以低价向社会开放。山西省还计划对山西省全民健身中心进行进一步改建，如改建田径馆、室外健身广场、健身路径，新建综合健身馆、游泳戏水馆。